# Octopoteuthis sicula
Octopoteuthis sicula é uma espécie de molusco pertencente à família Octopoteuthidae.
A autoridade científica da espécie é Rüppell, tendo sido descrita no ano de 1844.
Trata-se de uma espécie presente no território português, incluindo a zona económica exclusiva.